# 超異時空文學獎
「超異時空」是出自於「蘇逸平的超異時空」後面這四個字，它是屬於網路文學比賽，也是首創有動漫畫評論文學獎的比賽，現在也是中華民國僅存有奇幻類文學獎的徵文。

## 歷史
在西元2004年，因「蘇逸平的時空藏經閣」的家族家長小羊麥仔，有感家族的人氣低落，也感嘆各大文學徵文比賽門檻之高，時常讓人望之卻步，故與科幻界的友人如高志峰，李知昂，玉風令等人，發起一場培育寫手的非官方性小型徵文比賽，並聯帶提升家族與心靈小憩，動漫基地等網站人氣。
每一年的經費與文學獎進行，都是由評審與總招，及其中的志工朋友自己出錢出力，目前都沒有任何企業經費的補助，不過也因為經費有限，所以得獎獎金的部分，並不是像其他文學獎一樣高；但也因為獎金的部分不是太高，所以反而讓一些在網路上初創作的人，感覺門檻較低，故比較有信心參加比賽。
目前超異時空已經舉辦三屆，並且在2007年開始第四屆文學獎的徵文。文學獎在網路上面的知名度正在慢慢火紅中。

## 內幕
其實超異時空文學獎的開始，可以說是出自於小羊麥仔的不良動機。
由於小羊麥仔對於倪匡科幻獎自己落選的怨念，加上當時候奇摩家族的首三活動，希望家族可以上去首三；另外當他在另一討論區動漫基地發現，原來有很多年輕學子，根本沒有信心參加倪匡科幻獎這類大型比賽，所以發願希望可以在大型文學獎之前，設一個大家比較有機會上的前哨訓練站。
在動機十分不純的情況下開始這個文學獎，然後因為網路文化的形勢發展出如此正向光明的成績，除了「前哨站」這個前因外，其他的火花都不是當初文學獎開始理由可以解釋了。
現在文學獎與其說跟「蘇逸平的時空藏經閣」家族有關，還不如說是因為小羊麥仔的執念，與動漫基地、心靈小憩等網站的人脈，加上黃海老師、高志峰（夏佩爾）、李知昂（梅林‧Ｗ）、玉風令、晨星、文文等主要成員的價值，所變化出來的新型態的文學獎，是屬於大家的文學獎，並且人人都可以參予的文壇嘉年華。

## 徵文獎項說明
倪匡文學獎落選的逸文可以說是「小說創作組」設立的起因。然，會有「動漫評論組」這個徵文類型，也是因為小羊麥仔是寫動漫評論出身，所以很希望他所在兩個討論區：「動漫基地」與「心靈小憩」動漫評論方面文章可以增加，同時也鼓勵許多熱愛動漫的同伴，跟他一樣加入這個分享的行列。
「無障礙狂想組」這組，是在2006年成為身心障礙者公益文藝報「記得新竹有風」總編輯的小羊麥仔，期望文學獎的文章可以在月刊上刊登。然而超異時空確實是有「沒有任何時空空間限制的幻想」的意思存在，剛好「無障礙空間」廣義的想法，而又跟「超異時空」想法不謀而合，所以在超異時空文學獎籌備委員會（簡稱超異籌委會）決議下，設置了這個獎項。如此看來這個文學獎，會以「動漫，小說，無障礙」這些與平常文學獎不同的元素去組合，其奇特原因就是在此。
超異籌委會會在2007年把「狂想」點子改成「逸想」散文，是因為發現到狂想組的點子，大家發想出來類型都十分相似，所以就決議在2007年轉型為散文體，希望有不同的火花產生。
未來除了小說與評論兩組徵文方式不會改變外，無礙組會因為不同想法，做不同徵文嘗試。

## 歷屆得獎名單

### 2004年第一屆【超逸時空】無差別徵文比賽
- 人氣指數獎【狀元】：Rosy 「淺論東方幻想創作世界」
- 人氣指數獎【榜眼】：Licca「紅足鴒之舞」

- 評審獎【狀元】：衛少「月亮」
- 評審獎【榜眼】：Licca「紅足鴒之舞」
- 評審獎【榜眼】：罐頭桃子「玻璃樽」

- 評審老師群：張草，蘇逸平，高志峰（夏佩爾），李知昂(梅林‧Ｗ）

### 2005年第二屆【超異時空】文學獎徵文比賽
動漫評論組
- 動漫評論組評審獎【優　勝】：晨星「薔薇少女」

小說創作組
- 小說創作組評審獎【首　獎】：晨星「夢魘」
- 小說創作組評審獎【第二名】：冰之魂「王屍」
- 小說創作組評審獎【第三名】：瑞「歌生」
- 小說創作組評審獎【第三名】：呆呆「父子」
- 小說創作組評審獎【佳　作】：賴宥任「隱藏的危機」
- 小說創作組評審獎【佳　作】：宵衣「魔法師的左手」
- 小說創作組評審獎【佳　作】：螺旋「kurami」

- 小說創作組人氣獎【第一名】：冰之魂「王屍」
- 小說創作組人氣獎【第二名】：晨星「夢魘」
- 小說創作組人氣獎【第三名】：瑞「歌生」

- 評審老師群：黃海、梅林．W、高志峰(夏佩爾)、玉風令、銀色快手、龐玲玲、小羊麥仔、文文

### 2006年第三屆超異時空文學獎
動漫評論組
- 動漫評論組評審獎【優　勝】：小冰「論《飄流教室》的武裝童年」
- 動漫評論組評審獎【優　勝】：余志挺「三井壽宣言」
- 動漫評論組評審獎【優　勝】：晨星「理想的終結:『雲的彼端，約束的地方』」

- 動漫評論組人氣獎【第一名】：小冰「論《飄流教室》的武裝童年」
- 動漫評論組人氣獎【第二名】：晨星「理想的終結:『雲的彼端，約束的地方』」
- 動漫評論組人氣獎【第三名】：HeiHei「 攻殼機動隊Ghost in the shell & Innocence之唯物世界」

小說創作組
- 小說創作組評審獎【金賞獎】：童言「下載中」
- 小說創作組評審獎【金賞獎】：湛宇天夜「引渡者」
- 小說創作組評審獎【銀賞獎】：深‧深藍 「奇遇」
- 小說創作組評審獎【銀賞獎】：犬神秋夜陵「彩虹解藥」
- 小說創作組評審獎【銀賞獎】：S.S.S「雨中的塔塔莉」

- 小說創作組人氣獎【第一名】：晨星「風城」
- 小說創作組人氣獎【第二名】：葉軒「醒來以後」
- 小說創作組人氣獎【第三名】：花想「水藍舞踏會」

無障礙狂想組
- 無障礙狂想組評審獎【首獎】：劉朝弼「心照」
- 無障礙狂想組評審獎【佳作】：犬神秋夜陵「心鏡之報導」
- 無障礙狂想組評審獎【佳作】：CADAVER「友機」

- 無障礙狂想組人氣獎【第一】：桃子罐頭「感官模擬器」
- 無障礙狂想組人氣獎【第二】：CADAVER「友機」
- 無障礙狂想組人氣獎【第三】：羅羅「完全無障礙車出現了！」

- 評審老師群：

黃海、梅林．W、高志峰(夏佩爾)、玉風令
龐玲玲、小羊麥仔、文文、王經意、微光、Encty、凡絲佩、雨漣

### 2007年第四屆超異時空文學獎
動漫評論組
- 動漫評論組評審獎【優　勝】：陳竹蕾「從神劍動畫版看月岡津南的成長」
- 動漫評論組評審獎【優　勝】：小冰「《異教主》的造神運動」
- 動漫評論組評審獎【優　勝】：王志玄「鐵士代諾與笛卡兒」

- 動漫評論組人氣獎【優　勝】：余志挺「流星花園的刻意缺陷美學」
- 動漫評論組人氣獎【優　勝】：莊欣華「從「貪婪之島」中尋找人生」
- 動漫評論組人氣獎【優　勝】：陳竹蕾「從神劍動畫版看月岡津南的成長」

小說創作組
- 小說創作組評審獎【金賞獎】：從缺
- 小說創作組評審獎【銀賞獎】：CADAVER「大便博士」
- 小說創作組評審獎【銀賞獎】：戈燕「等待」
- 小說創作組評審獎【銅賞獎】：白小樓「給死者的文章」
- 小說創作組評審獎【銅賞獎】：千夜一夜《SECRET》
- 小說創作組評審獎【佳　作】：非介「真愛永恆」
- 小說創作組評審獎【佳　作】：史冀儒「複印記憶」

- 小說創作組人氣獎【優　勝】：CADAVER「大便博士」
- 小說創作組人氣獎【優　勝】：荃「食夢」
- 小說創作組人氣獎【優　勝】：葉軒「灰色彩虹」
- 小說創作組人氣獎【優　勝】：丑三公 「巫師的觀點，魔法的條件?」

無障礙逸想組
- 無障礙狂想組評審獎【首獎】：水九木「植物園」
- 無障礙狂想組評審獎【特優】：丑三公「提倡心殘亦殘的謬論家」
- 無障礙狂想組評審獎【佳作】：雲之南「純真疫苗」
- 無障礙狂想組評審獎【佳作】：張哲維「無期白眼徒刑」

- 無障礙狂想組人氣獎【優勝】：水九木「植物園」
- 無障礙狂想組人氣獎【優勝】：丑三公「提倡心殘亦殘的謬論家」
- 無障礙狂想組人氣獎【優勝】：雲之南「純真疫苗」
- 無障礙狂想組人氣獎【優勝】：張哲維「無期白眼徒刑」
- 無障礙狂想組人氣獎【優勝】：史冀儒「雞星人」

- 評審老師群：

黃海、梅林．W、高志峰(夏佩爾)
龐玲玲、小羊麥仔、文文、Encty、雨漣、晨星、右子、洪惠冠

### 2008年第五屆超異時空文學獎
動漫評論組
- 動漫評論組評審獎【優　勝】：李巧薇「淡淡憂愁的愛情故事──我看《名偵探柯南》」
- 動漫評論組評審獎【佳　作】：郭宏昇「死亡可以預告？！─窺視國家的生命治理技術」
- 動漫評論組評審獎【佳　作】：小殘「評加藤元浩「火箭人」」
- 動漫評論組評審獎【佳　作】：寞天「銀魂──武士刀所劃出的王國」
- 動漫評論組評審獎【佳　作】：特價９元「我這是教你詐──《LIAR GAME 詐欺遊戲》」
- 動漫評論組評審獎【佳　作】：miara「從青春少女漫到阿嬤回憶錄──尼羅河女兒的五大罪狀」

小說創作組
- 小說創作組評審獎【金賞獎】：尸人「魔術師的手提箱」
- 小說創作組評審獎【銀賞獎】：葉士愷「那人的大日子」
- 小說創作組評審獎【銅賞獎】：非介「無可取代」
- 小說創作組評審獎【佳　作】：韓腓「遺忘之井」
- 小說創作組評審獎【佳　作】：陳竹蕾「最好的死法」
- 小說創作組評審獎【佳　作】：許懷中「大嘴」
- 小說創作組評審獎【佳　作】：八千矛「垃圾犬」
- 小說創作組評審獎【佳　作】：李興春「天算」
- 小說創作組評審獎【佳　作】：jades「火龍」

無障礙逸想組
- 無礙圖想獎評審獎【首獎】：許毓云「一個人的旅行」
- 無礙圖想獎評審獎【佳作】：無引「筆．心」
- 無礙逸想獎評審獎【佳作】：陳竹蕾「歸鄉」
- 無礙逸想獎評審獎【佳作】：水九木「A NEW WAY TO FLY」
- 無礙逸想獎評審獎【佳作】：李巧薇「水妖的魅惑」
- 無礙逸想獎評審獎【佳作】：宋厚寬「外星人流浪記」

- 評審老師群：

黃海、 梅林‧W、夏佩爾、洪惠冠、龐玲玲、Encty、雨漣、小羊麥仔、晨星、王經意、右子、DKS、賴予喬（小ㄜ）